# Francisco Fabián y Fuero
Francisco Fabián y Fuero (Terzaga, Castella - la Manxa, 7 d'agost de 1719 - Torrehermosa, Aragó, 3 d'agost de 1801) fou un prelat espanyol de la Il·lustració.

## Biografia
Restà orfe als pocs anys, i l'educà un oncle matern, sacerdot a Almazán. Passà després al col·legi carmelità de Calataiud i obtingué una beca per a estudiar en la Universitat de Sigüenza, on es llicencià en arts i en teologia el 1741 i es doctorà en aquesta darrera matèria el 1743. Aquest mateix any fou nomenat rector d'aquella universitat, càrrec que conservà fins al 1751; en aquest lapse estigué algunes temporades en el Col·legi de Santa Cruz de Valladolid. Fou canonge magistral de Sigüenza, i després, el 1755, Ferran VI el nomenà canonge de la catedral de Toledo i abat de Sant Vicent. En el capítol toledà conegué l'erudit Felipe Antonio Fernández Vallejo i el seu gran amic, el futur arquebisbe Francisco de Lorenzana. Finalment, el mateix rei el designà el 1765 per al bisbat de Puebla de los Ángeles (Mèxic), un dels més importants d'Amèrica.
A Puebla impulsà un gran pla de desenvolupament intel·lectual, administratiu i elcesiàstic per a millorar la societat segons els ideals de la Il·lustració, i en aquesta tasca comptà amb el suport del seu amic l'arquebisbe Francisco de Lorenzana. S'implicà en el debat dels jesuïtes a Amèrica demanant la dissolució de la Companyia de Jesús durant el Concili IV Mexicà, en el qual donà proves de la vastitud i solidesa de la seua instrucció. Promogué l'Acadèmia de Belles Arts de Puebla, elaborà unes noves ordenances per a la Biblioteca Palafoxiana, i proveí aquesta d'una impremta. Dels seus treballs en aquesta diòcesi, en dona compte la Colección de Providencias diocesanas del Obispado de la Puebla de los Ángeles, que conté les regles per a la conducta civil i religiosa a Puebla emanades del III Concili mexicà: manera de tractar els indis, ús de llengües indígenes, prohibició del joc, regles d'ús del tabac i altres ordenances relatives a les conductes diàries, i inclou amb numeració a part una Colección de Providencias dadas para los cinco confentos de Religiosas Calzadas de la ciudad de Puebla de los Ángeles.
Havent quedat vacant l'arxidiòcesi de València, a proposta de Carles III fou nomenat per a aquesta pel papa Climent XIV, i en prengué possessió el 21 de novembre de 1773. Aquí fundà el Reial Seminari de la Puríssima Concepció i Sant Tomàs de Villanueva, la inauguració del qual fou motiu de tensions entre ell i el regent de la ciutat. També fou conflictiva la seua relació amb la universitat, en què imposà la Gramàtica latina de Juan de Iriarte en substitució de la de Maians, qui el va qualificar de «crèdul i venjatiu». Finalment, tingué greus desavinences amb el capità general, duc de la Roca, per oposar-se a l'expulsió dels més de sis-cents eclesiàstics francesos que s'havien refugiat a València fugint de la persecució de què van ser objecte al seu país durant la revolució del 1789, i especialment per la seua protecció de les quatre monges ursulines franceses allotjades al Col·legi de l'Ensenyança, actitud que provocà greus aldarulls populars. El capità general ordenà el 23 de gener de 1794 l'arrest de l'arquebisbe en el seu palau, però Fabián y Fuero aconseguí fugir de València, vestit de rector, i es retirà al seu poble natal. Pius VI li acceptà la renúncia el 28 de maig de 1795. A la seua mort, estava en possessió de la creu de l'orde de Carles III.

## Obra
Publicà un Catecismo per encàrrec del Concili IV Mexicà, i imprimí per a la seua difusió les obres de Vives en vuit toms; el De Traditionibus del seu predecessor a Puebla, Pérez de Ayala, en dos toms; la Missa Gothica seu Mozarabica, i Explicationes universae, apologiae ac dilucidationes, Refutación de Febronio i un bon nombre de pastorals que reflecteixen les seues idees antijesuïtes i regalistes.